# Phonographic Performance Limited
PPL UK ou Phonographic Performance Limited, est une société de licence musicale ainsi qu'une organisation de droits de représentation basée au Royaume-Uni, fondée par Decca et EMI en 1934. Depuis 2019, PPL a collecté des royalties pour plus de 110 000 interprètes et titulaires de droits.
Son domaine d'activité est distinct de la Performing Right Society, maintenant appelée PRS for Music, fondée en 1914, qui percevait à l'origine des frais pour l'interprétation de partitions en direct.